# Перелік Am-зір
Пере́лік Am-зір надає загальну інформацію про відомі Am-зорі. Цей перелік не є повним: відкриття нових об'єктів цього типу та дослідження вже відомих триває.

## Загальний огляд
В колонці під назвою «пекулярний вміст» надається перелік хімічних елементів, вміст яких в атмосфері відповідної зорі суттєво відрізняється від вмісту цих же елементів в сонячній атмосфері. Вміст хімічних елементів в атмосферах зір оцінюється з аналізу спектральних ліній поглинання, застосовуючи моделі зоряних атмосфер.

## Таблиця
Наступна таблиця наводить дані для Am-зір, які вже неодноразово досліджувалися.
| Назва HD | HIP     | Спектральний клас | Пряме сходження | Схилення      | Вид. вел. | Teff, °K | lg g | Пекулярний вміст |
| -------- | ------- | ----------------- | --------------- | ------------- | --------- | -------- | ---- | ---------------- |
| HD 861   | HIP1063 | A2                | 0г 13х 12.73с   | +62° 2′ 27.2″ | 6.6       |          |      |                  |
| HD 1097  | HIP1210 | A4                | 0г 15х 7.97с    | -29° 0′ 23.0″ | 9.2       |          |      | Sr               |